# Veinge kyrka
Veinge kyrka är en kyrkobyggnad som sedan 1998 tillhör Veinge-Tjärby församling (tidigare Veinge församling) i Göteborgs stift. Den ligger i Veinge by i Laholms kommun.

## Kyrkobyggnaden
Byggnaden har en stomme av stora granitblock och består av ett rektangulärt långhus med korabsid i öster och kyrktorn i väster. Korsarmar sträcker sig ut från långhusets norra och södra sidor. Taken är belagda med svartmålad skivplåt som har förskjutna hakskarvar. Tornet har en åttakantig tornhuv som kröns med vindflöjel, kula och smidesdekoration. Kyrkan har totalt fem ingångar. En ingång finns i väster och går via tornets bottenvåning. Ytterligare en ingång finns på långhusets nordsida och är sedan 1960 kyrkans huvudingång.

### Tillkomst och ombyggnader
Ursprungliga kyrkan uppfördes i romansk stil under 1100-talet och 1200-talet. Redan under senmedeltiden förlängdes absidkyrkan åt väster, då också vapenhus och sakristia tillfogades. Över långhusets västra travé påmurades år 1800 ett torn, som då ersatte ett äldre i trä. Dagens planform är resultat av en radikal ombyggnad 1886-1887, då medeltida vapenhus och sakristia raserades och befintliga korsarmar tillkom. Byggnaden har kryssvalv i långhuset och hjälmvalv i koret. 
En restaurering genomfördes åren 1959-1960 under ledning av Erik Lundberg, då man sökte förstärka kyrkorummets medeltida kasraktär. Vissa omdisponeringar gjordes av kyrkans inre, däribland avdelades den södra korsarmen till sakristia. Exteriör har fortfarande medeltida prägel, delvis accentuerad av den nyromanska bågfris som tillfogades vid ombyggnaden 1886-1887. Den dominerande tornhuven med lanternin och reslig spira är atypisk för byggnadstiden och återgår sannolikt på äldre förebilder. 
Kyrkorummets präglas framförallt av restaureringen 1959-1960, då fragmentariska medeltida kalkmålningar framtogs och konserverades i ribbvalv och absid. Inredningen förnyades på ett dramatiskt och okonventionellt sätt. Byggnaden renoverades ut- och invändigt under mitten av 2000-talet. Bland annat togs de bakersta bänkraderna bort och en fönstervägg byggdes upp för att skapa ett rymligare vapenhus. Den gamla dopfunten placerades invid den norra entrén och ersattes av en mobil dopfunt tillverkad i trä av ett lokalt snickeri. Orgeln helrenoverades år 2007.

## Inventarier
- Dopfunten är tillverkad under senare delen av 1100-talet och av samma typ som de i Vinbergs kyrka och Barkåkra kyrka. Den är huggen i granit och i två delar med totalhöjden 96 cm. Cuppan är rundad och har upptill rankornament samt avslutas nedtill med ett rundat skaft. Foten är tärningsformad och avrundad upptill med en kraftig vulst. Funten saknar uttömningshål. Den är relativt välbevarad och har bemålats i sen tid.[1] Den stod tidigare i långhusets nordöstra hörn vid triumfbågsväggen, men placerades invid den norra entrén i samband med den senaste renoveringen.
- Predikstolen med baldakin och altaruppsatsen är tillverkades 1750-1799 av Johan Joakim Beckman. Altaruppsatsen är placerad i sakristian  och har tetragrammet JHWH högst upp i triangeln.
- Mässhaken har tetragrammet i en solsymbol på framsidan.
- Storklockan är gjuten 1739 och lillklockan 1733, båda i Göteborg och båda har inskription.
- En liten primklocka gjuten 1602 flyttades från Veinge till Mästocka kyrka. När den där hade ersatts av vanliga klockor ställdes undan och stals. Den köptes emellertid senare in av Kulturen i Lund. Som en följd av privata initiativ kom klockan så småningom tillbaka till Veinge, där den nu hänger inne i själva kyrkan.[2]

### Orgel
- 1764 tillverkades ett orgelverk av Gustaf Gabriel Woltersson med sju stämmor.

| Manual        |
| Gedackt 8'    |
| Principal 4'  |
| Kvinta 2 1/2  |
| Oktava 2'     |
| Oktava 1'     |
| Decima        |
| Mixtur III    |
| Cymbelstjärna |
| Tremulant     |

- Ytterligare orglar tillkom 1802, 1876 och 1941.
- Dagens fasad ritades 1875 men uppfördes först 1887. Den ritades av Albert Törnqvist för den orgel som 1876 uppfördes av C. J. Carlsson och J. Andersson. Dagens verk är byggt 2007 av Ålems Orgelverkstad, fast i den ursprungliga Carlsson- och Andersson-orgelns anda och innehåller jämte modernt pipverk även delar från 1876 och 1880-talet. Instrumentet har tjugo stämmor fördelade på två manualer och pedal.[4]

## Omgivning
- Norr om kyrkan, på andra sidan vägen, ligger den nya kyrkogården.
- Nordväst om kyrkan, invid den västra kyrkogårdsmuren, finns ett bårhus med torvtak och fasader av betong.
- Öster om kyrkan ligger kyrkoherdebostaden uppförd i sten av Carl Magnus Lundberg år 1877.

## Bilder

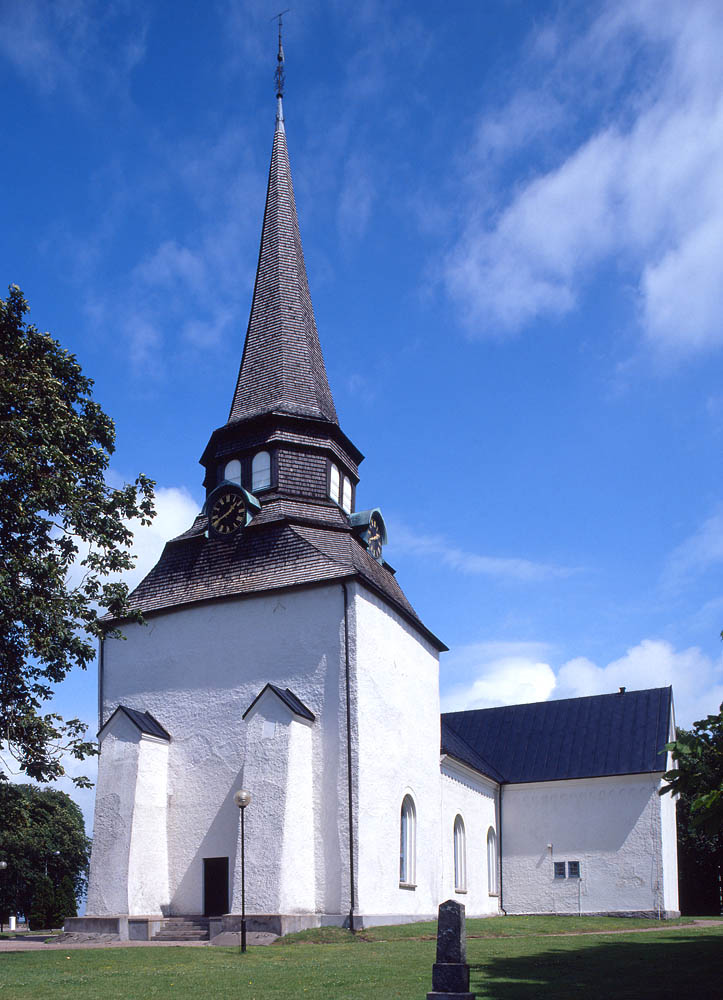
Exteriör
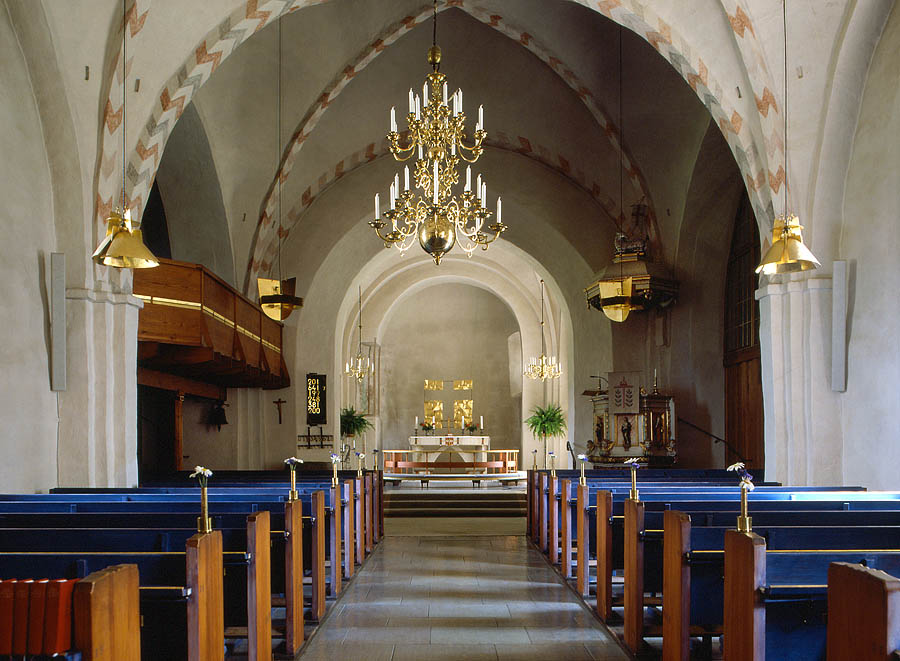
Interiör mot koret
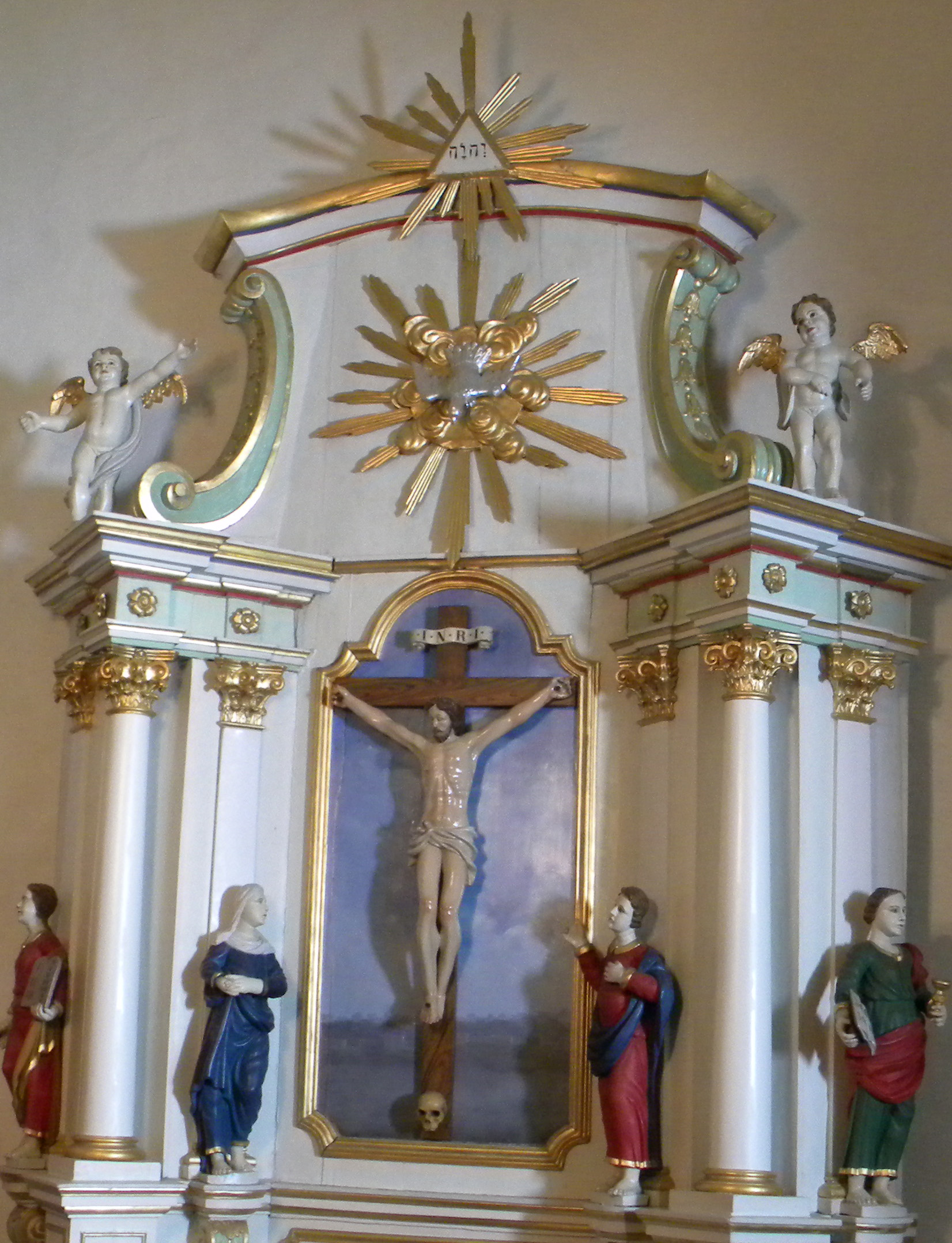
Altaret
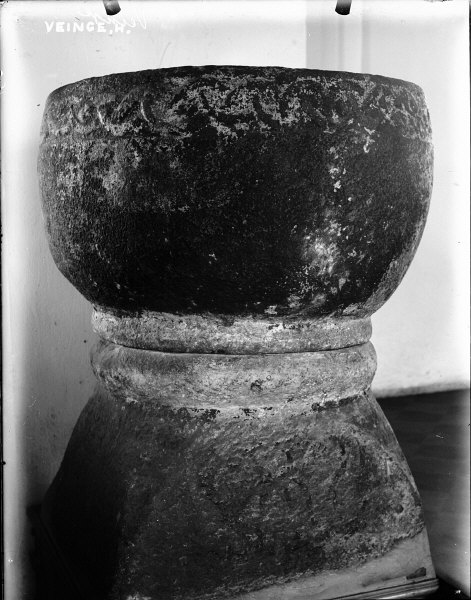
Dopfunten
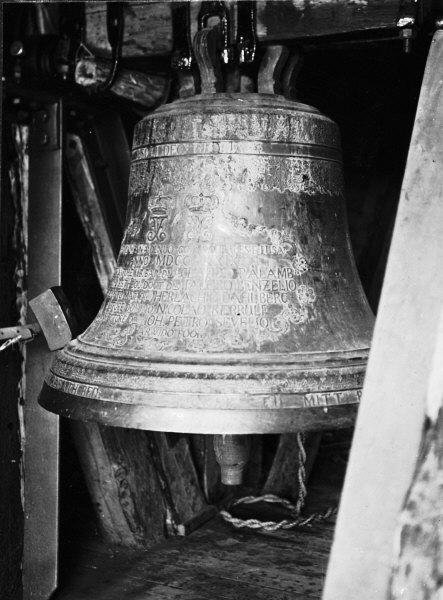
Storklockan
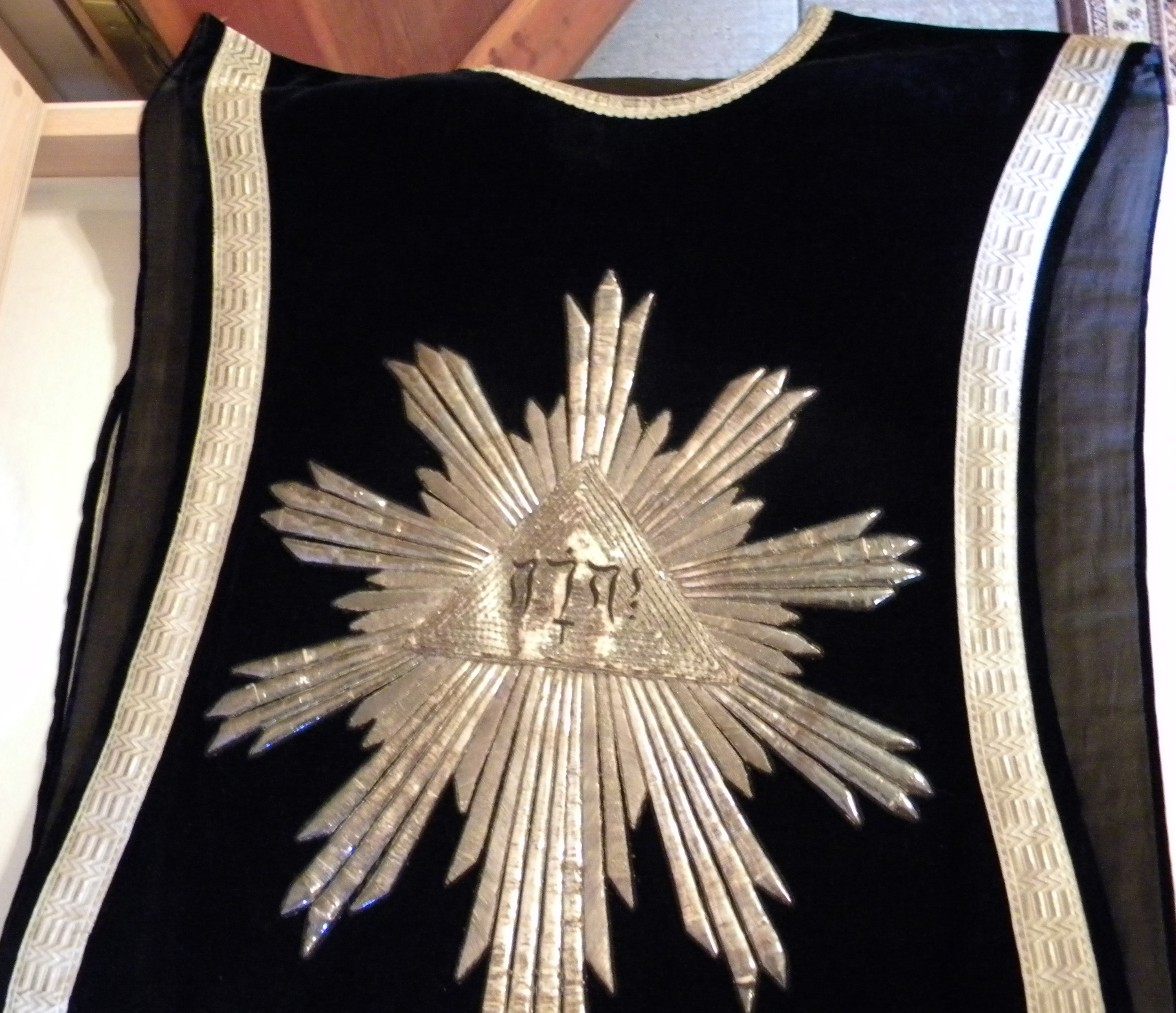
Mässhake